# Céphisodore
Κηφισόδωρος
Compléments
auteur d' une Apologie d'Isocrate
Céphisodore (en grec ancien Κηφισόδωρος / Kêphisódôros) est un orateur grec du IVe siècle av. J.-C.
Disciple et ami d'Isocrate, il est un diffamateur de Platon et d'Aristote contre qui il prit la défense de son maître : l'apologie d’Isocrate contre Aristote comprenait quatre volumes.